# Hohe Straße (Düsseldorf)
Die Hohe Straße ist eine Straße im Düsseldorfer Stadtteil Carlstadt.

## Lage und Geschichte

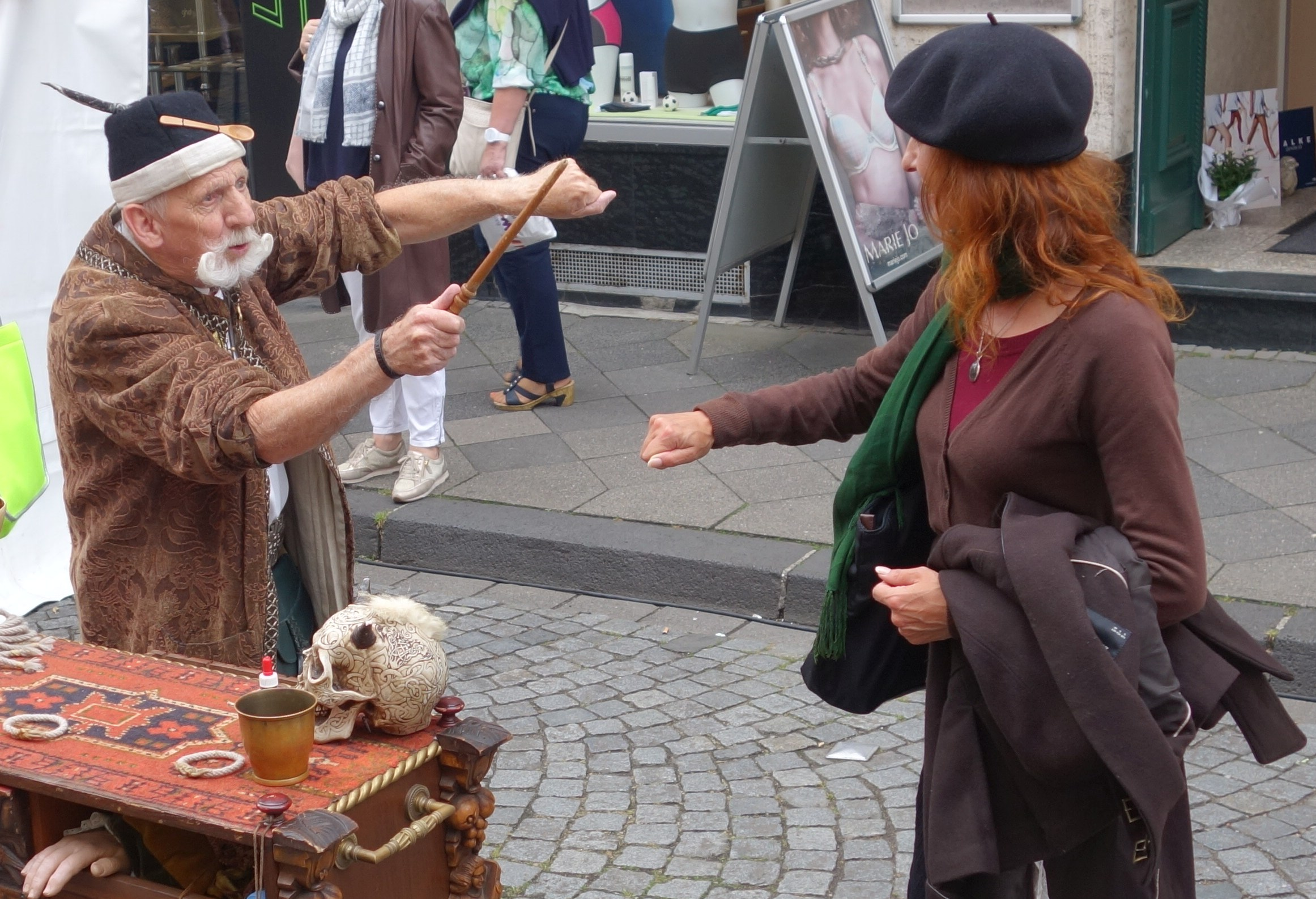
Holländischer Zauberer beim Hohe Straße Fest 2016

Die Hohe Straße „gehört zum Raster der Carlstadt“. Dieser Stadtbereich wurde ab 1784 angelegt als man die bisherigen alten Stadtbefestigungen im Süden der Wallstraße und im Osten der Zitadelle niederlegte, da Anfang des 18. Jahrhunderts neue Schutzbauten im Südosten der Stadt deutlich vor den alten angelegt worden waren. Sofort nach Ende der Abbrucharbeiten, die bis 1787 erfolgten, wurde mit der Anlegung der neuen Straßen und Gebäude begonnen. Die Hohe Straße gehörte zu diesen neu angelegten Straßen und begann im Bereich des Carlsplatzes und endete zu dieser Zeit aber bereits an der Benrather Straße, da der weiter südlich liegende Bereich noch nicht erschlossen war.
Die Verlängerung bis zur Haroldstraße und Schwanenmarkt wurde erst ab den 1830er Jahren durchgeführt. Bis Mitte der 1850er Jahre war die Hohe Straße bis zur Haroldstraße vollständig bebaut. Neben Wohngebäuden hatten diverse Händler für Möbel, Schreiner, Wein und Schuhe ihre Läden hier eröffnet. Wie auch aktuell begann die Hohe Straße im Südosten des Carlsplatzes und endete im Nordosten des Schwanenmarktes. Gekreuzt wird sie von der Benrather Straße, der Bastionstraße und der nach 1945 neu angelegten Siegfried-Klein-Straße.
Ende des 19. Jahrhunderts wurde, wie im gesamten alten Stadtkern von Düsseldorf, auch im Bereich der Hohe Straße die Infrastruktur modernisiert. Hierzu gehörte eine neue Pflasterung (1879), Verlegung von Tonröhren für die Regen- und Abwasserableitung (1893 bis 1895) und die Verlegung von Stromkabel für die Haus- und Straßenbeleuchtung (1897). Weiterhin wurden 1898 die Gleise der Straßenbahn für die Linie Burgplatz zum Bahnhof der Eisenbahn im Bereich des späteren Graf-Adolf-Platzes von der Kasernenstraße auf die Hohe Straße verlegt.
Heinrich Ferber beschreibt in Historische Wanderung durch die alte Stadt Düsseldorf von 1890 die Hohestrasse wie folgend: „Von den vielen Häusern der schönen Strasse wissen wir wenig zu berichten. No. 9 ist das Geburtshaus des Malers Joseph Bernardi, No. 15 das Sterbehaus der 1837 verlebten Wittwe Freifrau von Schorlemer-Hellinghausen, No. 19 gehörte den Gebrüdern van Hees, No. 21, 23 und 25 den Eheleuten Rentner Jacob Peltzer und Theodora Ullis, die es 1830 mit sammt dem 81 Fuss langen Packhause in der Bastionsstrasse zum Verkaufe ausstellten. Ob damals schon Carl Luckemeyer Besitzer wurde, wissen wir nicht, wohl aber, dass er schon lange Jahre dort seine Geschäfte betreibt. Von den Häusern der gegenüber liegenden Strassenseite bleibt ebenso wenig zu sagen. No. 14 finden wir früher im Besitz des Kaufmanns Friedrich August Deus, No. 16 der Geheimräthin Wittwe Anton Jacob Vetter, später des Kaufmanns Carl Thieme, No. 18 des Wagenschmieds Franz Fleckenstein, No. 20 des Möbelfabrikanten Peter Maassen. 1823 besass es der Professor Kolbé, der damals von Düsseldorf wegzog und das Haus verkaufte. (…). Das Eckhaus nebenan war bis vor einigen Jahren Militair-Lazareth. No. 30 war Eigenthum des eigenartigen Professors Franz Benzenberg, geb. 1777, gest. 1846, Physiker und politischer Schriftsteller.“
Die Straße weist heute diverse kleine, inhabergeführte Geschäfte und kleine Restaurationen auf. Seit dem Jahr 2002 wird von ihnen jährlich das Hohe Straße Fest veranstaltet, das regelmäßig einen großen Besucherzustrom verzeichnet.

## Bebauung
Die Straße wird von denkmalgeschützten und historischen Bauten gesäumt. Heimeshoff beschreibt dies folgendermaßen:
„Die geschlossene Bebauung mit Wohn- und Geschäftshäusern stammt z. T. aus der Erstbebauung der Karlstadt. Diese Bauten sind aus architektonischen und städtebaulichen Gründen in die Denkmalliste eingetragen worden.“

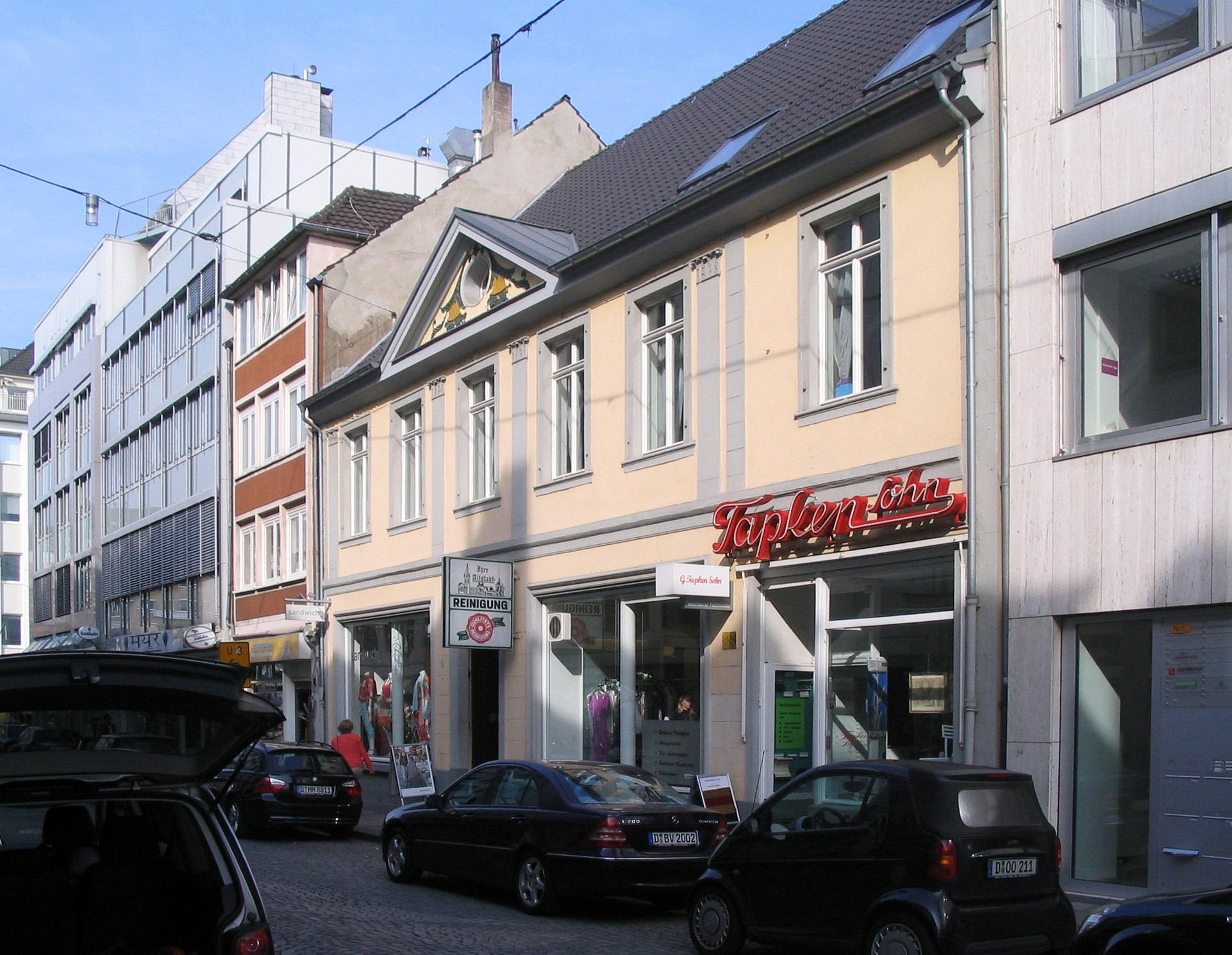
Haus Nummer 6
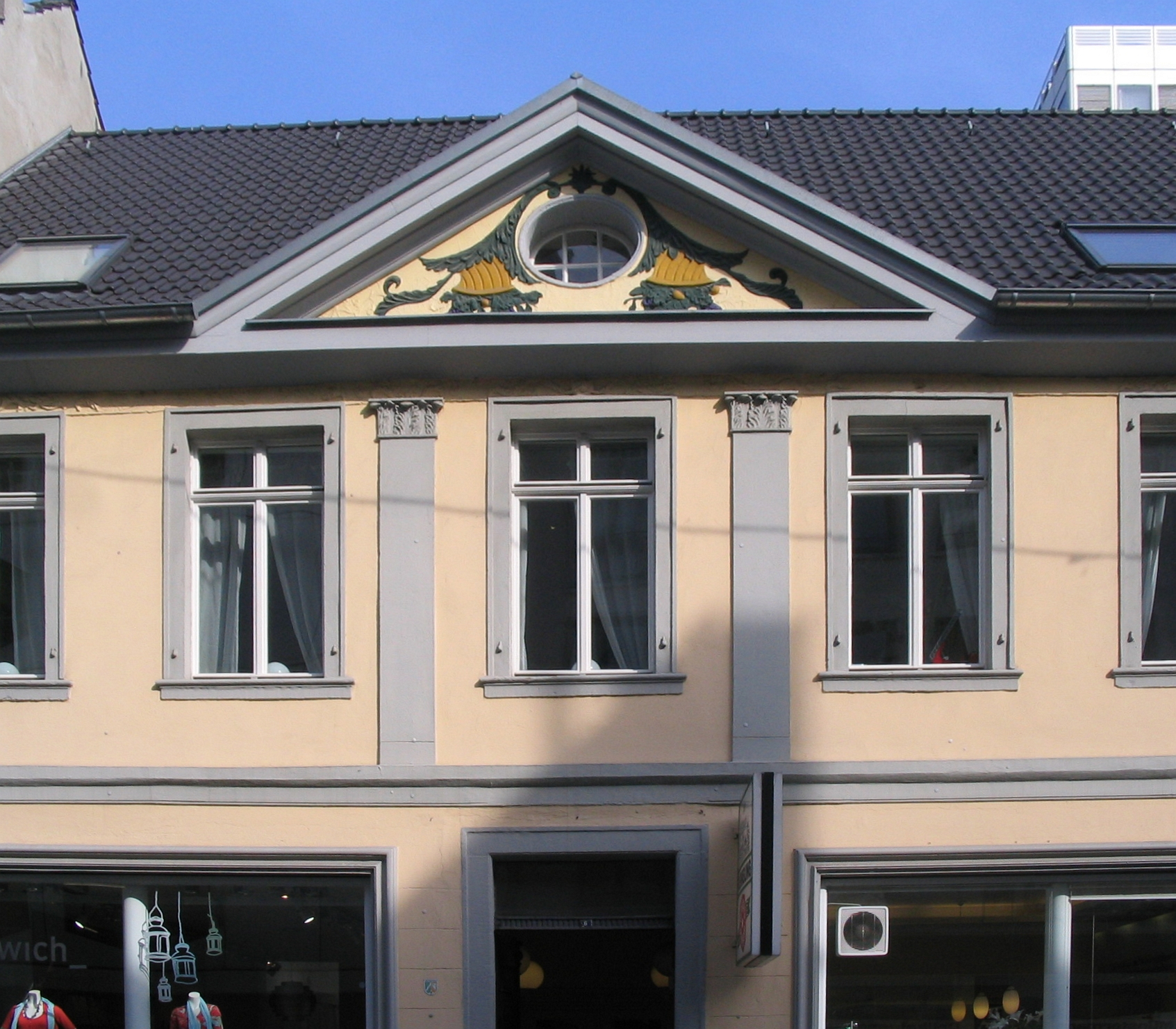

- Nr. 6: Das zweigeschossige, verputzte Haus wurde Ende des 18. Jahrhunderts erbaut. Das Gebäude hat zwei Hofflügel. Im Jahre 1872 wurden zwei Schaufenster für das Leinen- und Wäschegeschäft der Geschwister Wirth nach Entwürfen des Architekten Rudolf Custodis eingebaut.[6] Am 5. April 1983 wurde der Bau unter Denkmalschutz gestellt.[7] Bemerkenswert ist laut Heimeshoff die Außenarchitektur mit Faschen, Lisenen, Pilastern, Okulus und Stuck: „Alle Öffnungen haben Faschen. Die rechte Achse ist durch Lisenen abgesetzt. Der Hauptteil der Fassade ist in fünf Achsen gegliedert. Sie werden außen und in der Mitte von Pilastern eingefasst. Ein flacher Giebel mit Okulus und Stuckdekor betont die Mittelachse.“[8] Hier war bis 2015 das Farb- und Tapetengeschäft „Tapken und Sohn“, gegründet 1828, ansässig.[9]

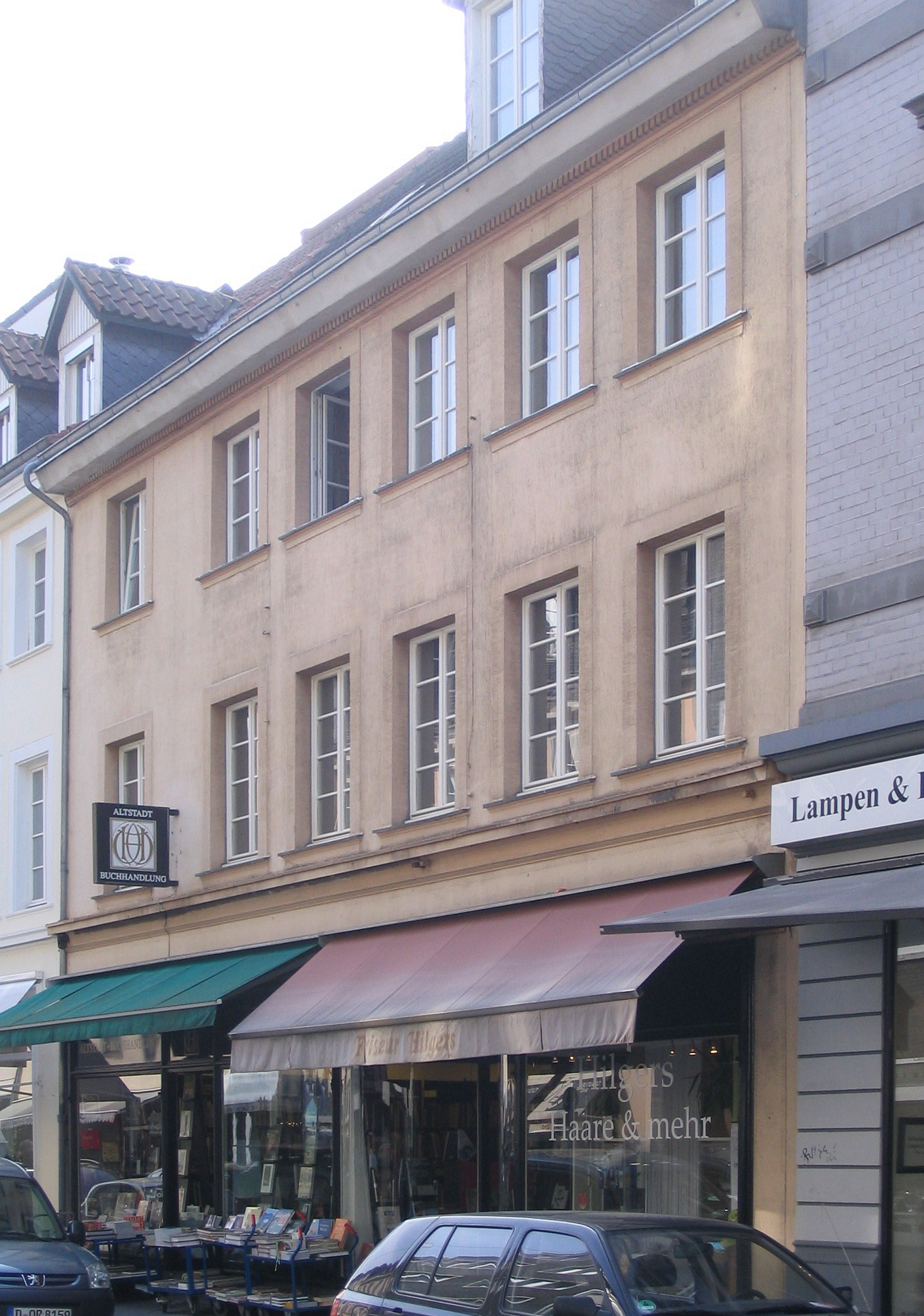
Haus Nummer 17
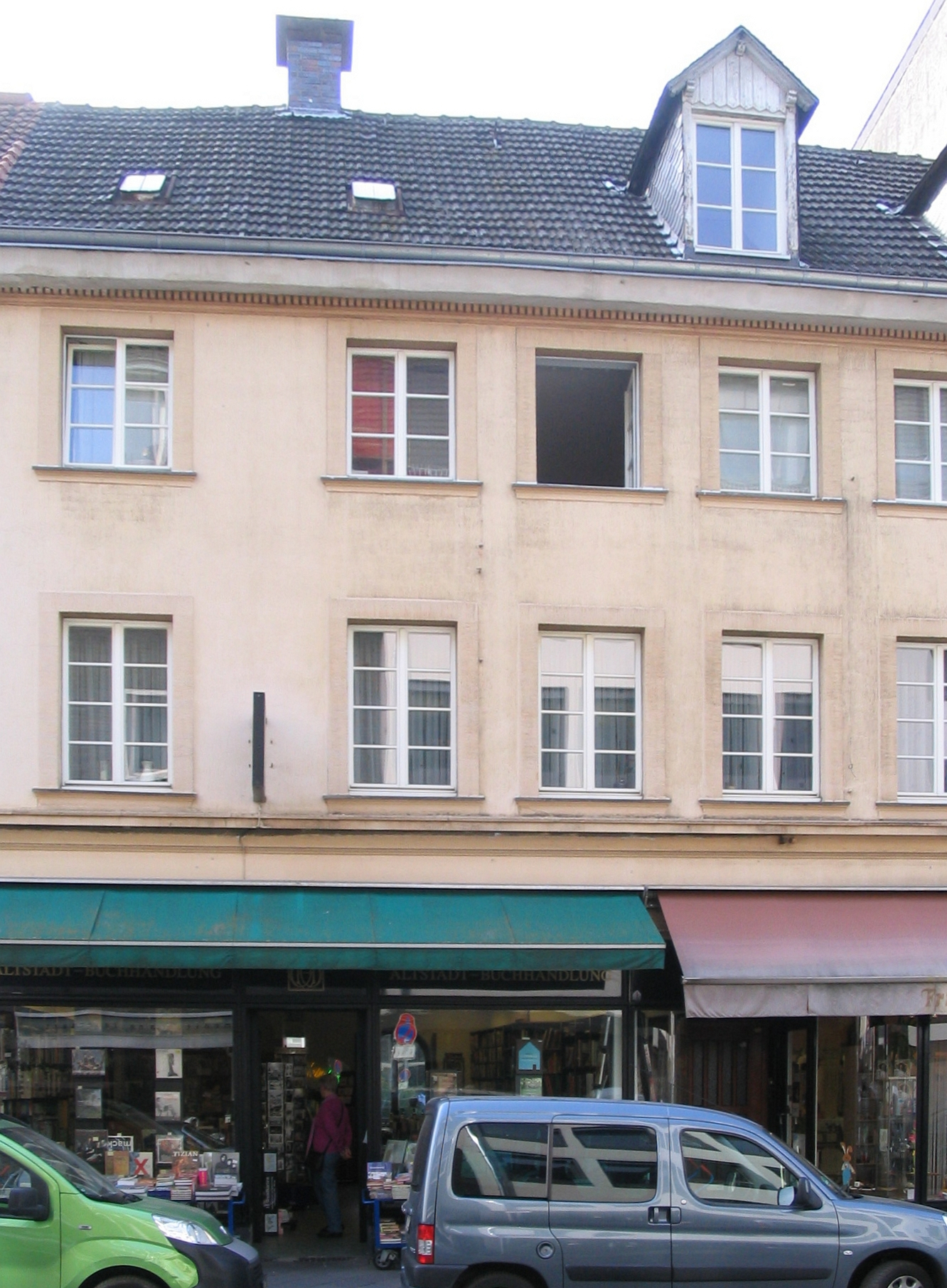

- Nr. 17: Das verputzte Gebäude ist ein dreistöckiges Wohn- und Geschäftshaus, das Anfang des 19. Jahrhunderts erbaut wurde. Im Jahre 1891 wurde der südliche Flügel neu erbaut. Ein Jahr später wurde der nördliche Flügel erweitert. 1904 erfolgte der Toilettenanbau. Am 14. November 1984 wurde das Gebäude unter Denkmalschutz gestellt.[1][10]

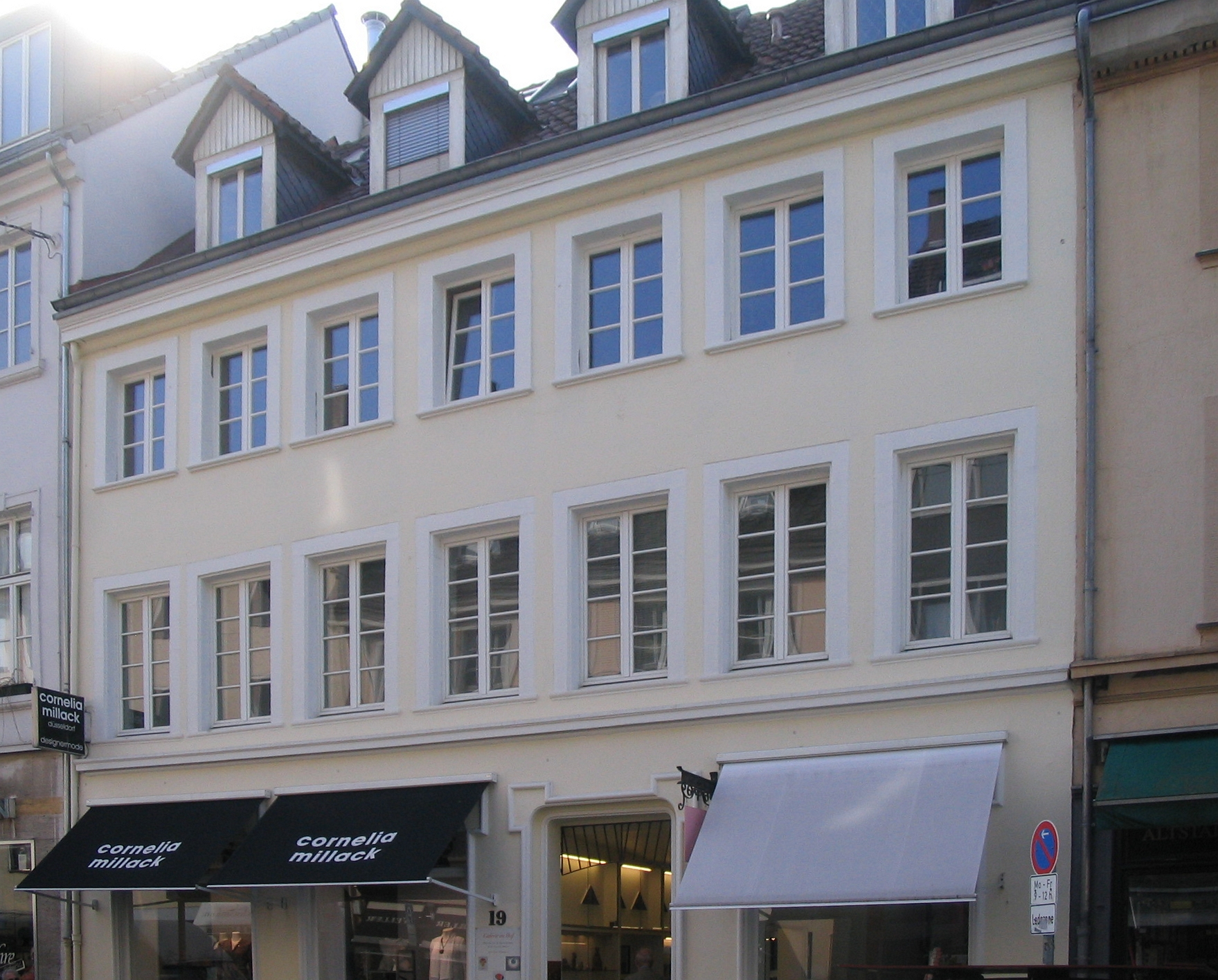
Haus Nummer 19

- Nr. 19: Das verputzte Gebäude ist ein dreigeschossiges Wohn- und Geschäftshaus, das Anfang des 19. Jahrhunderts erbaut wurde. Der Bau hat zwei lange Hofflügel. In der rechten Achse befand sich bis 1866 eine Einfahrt. Der nördliche Hofflügel wurde 1870 erbaut. Am 4. Dezember 1984 wurde das Gebäude unter Denkmalschutz gestellt.[11]

Hier wohnte Julius Tausch, der 1854 als Nachfolger von Robert Schumann zum städtischen Musikdirektor ernannt wurde.

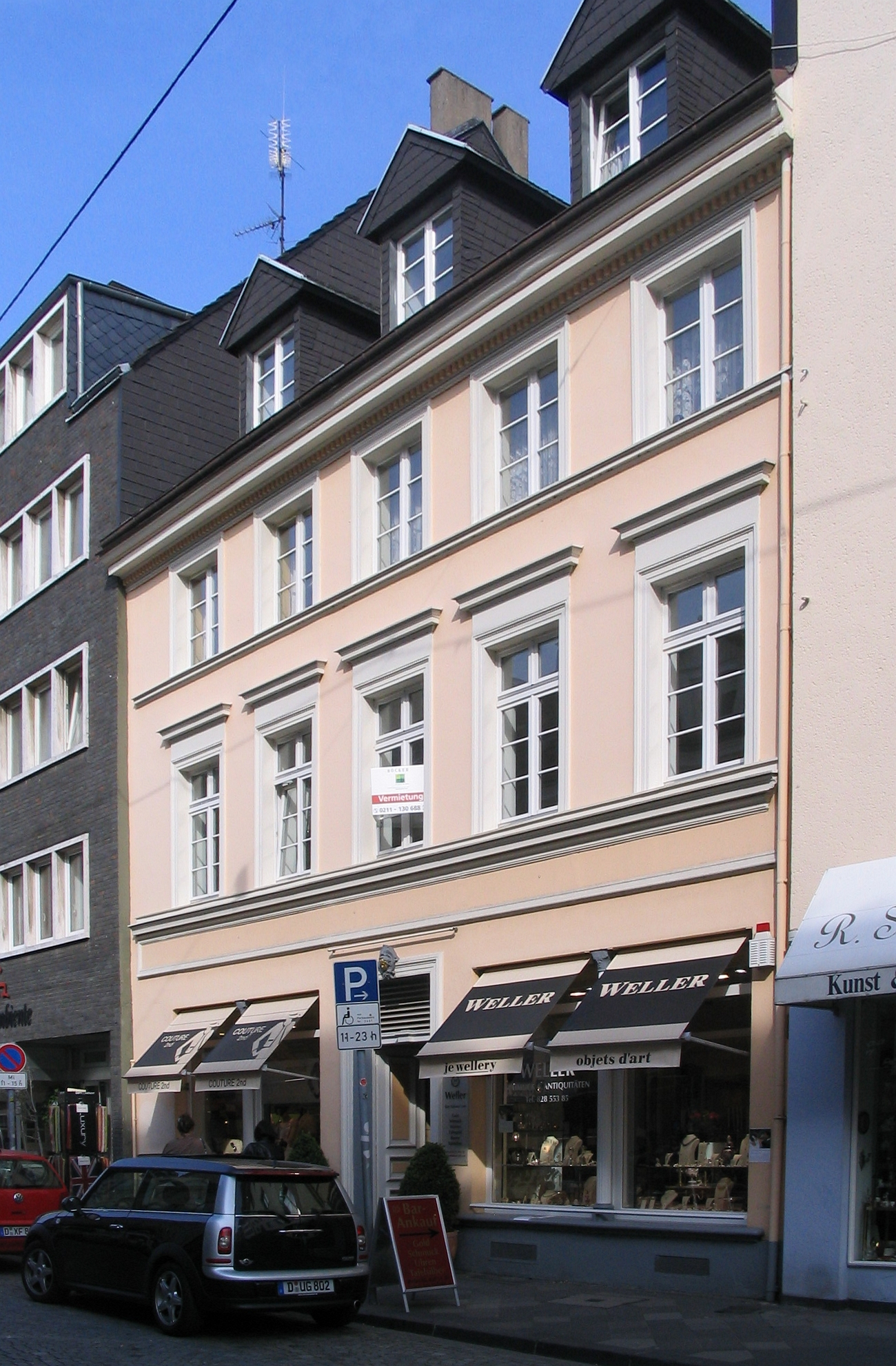
Haus Nummer 20

- Nr. 20: Das am 2. Juni 1986 unter Denkmalschutz[13] gestellte Gebäude zeichnet sich durch seine bemerkenswerte Außenarchitektur mit Faschen, Kartuschen, Laibungen sowie Gesimsen aus: „Die Fassade mit Mitteleingang ist in fünf Achsen gegliedert. Der Eingang hat eine profilierte Laibung mit einer Kartusche. Ein schmales Gesims setzt die Obergeschosse ab. Alle Obergeschossfenster setzen über Fensterbankgesimsen an und haben profilierte Faschen“.[14] Laut Ferber war der Porträtmaler Heinrich Christoph Kolbe um 1820 Eigentümer des Hauses.

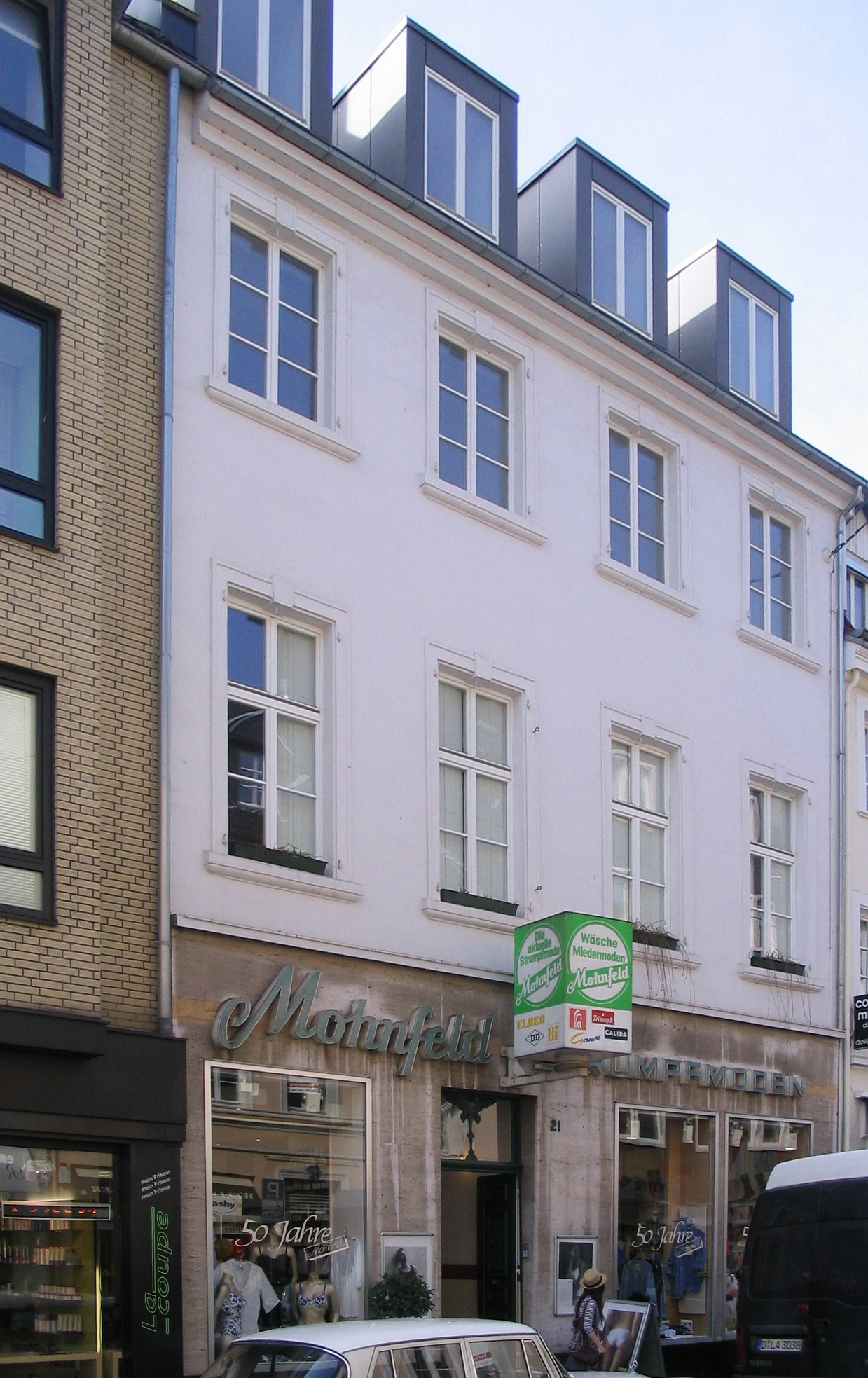
Haus Nummer 21

- Nr. 21: Das dreigeschossige, verputzte Haus wurde in der ersten Hälfte des 19. Jahrhunderts erbaut. Das am 1. Dezember 1993 unter Denkmalschutz[15] gestellte Gebäude zeichnet sich durch seine original erhaltene Innenarchitektur aus: „Eine doppelflügelige, verglaste Tür aus der Umbauzeit des Hauses im 19. Jahrhundert trennt Treppenhaus und  hat einen ornamentierten Antrittspfosten und gedrechselte Baluster. Schlichte Stuckprofile schmücken die Räume des 1. Obergeschosse. Der Keller hat ein Tonnengewölbe.“[1]

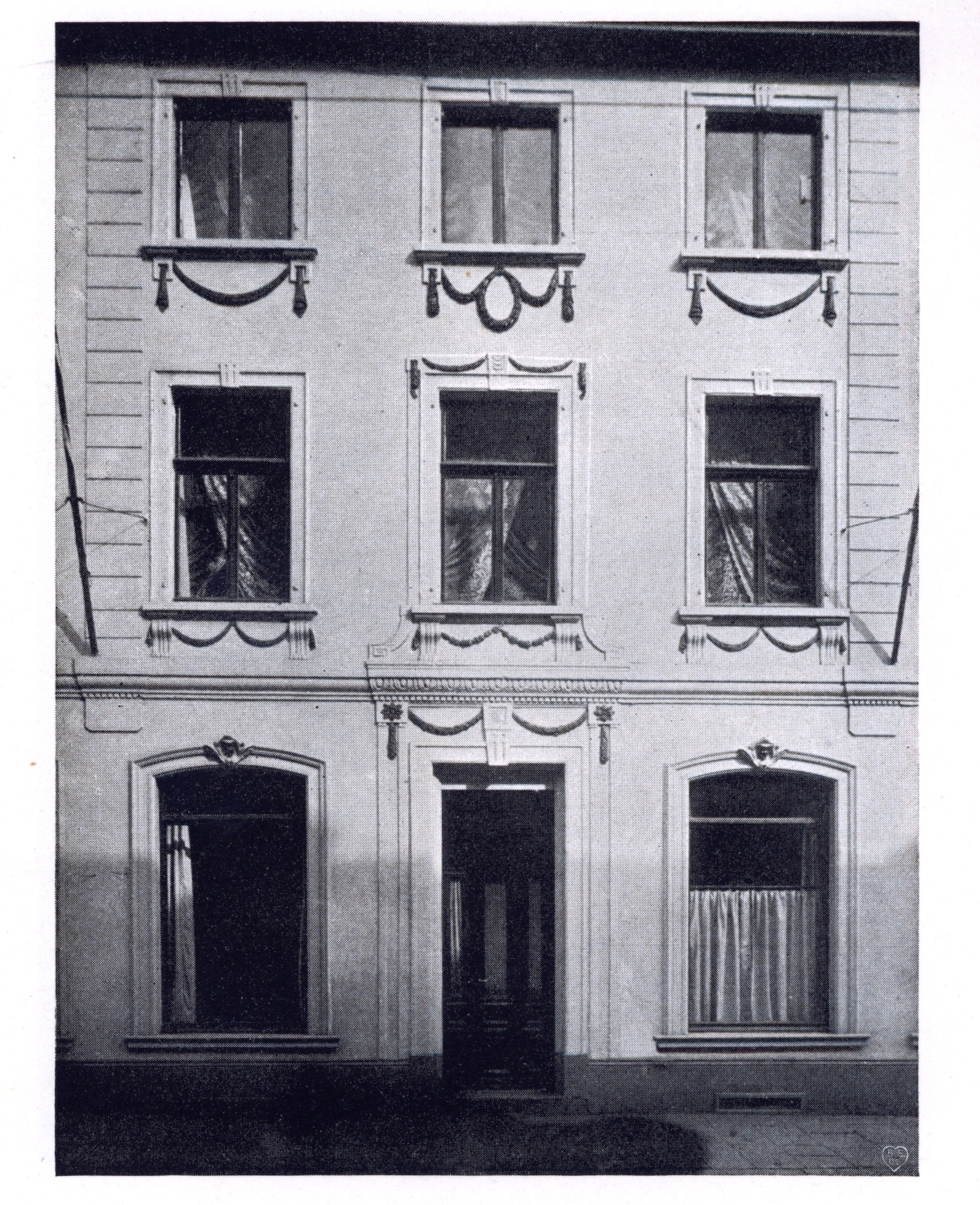
Haus Nummer 25

- Nr. 25: „Ein reizend verziertes Haus (Abb. 95), auch aus dem Anfang des neunzehnten Jahrhunderts, sehen wir in der Hohe Straße […]“[16]

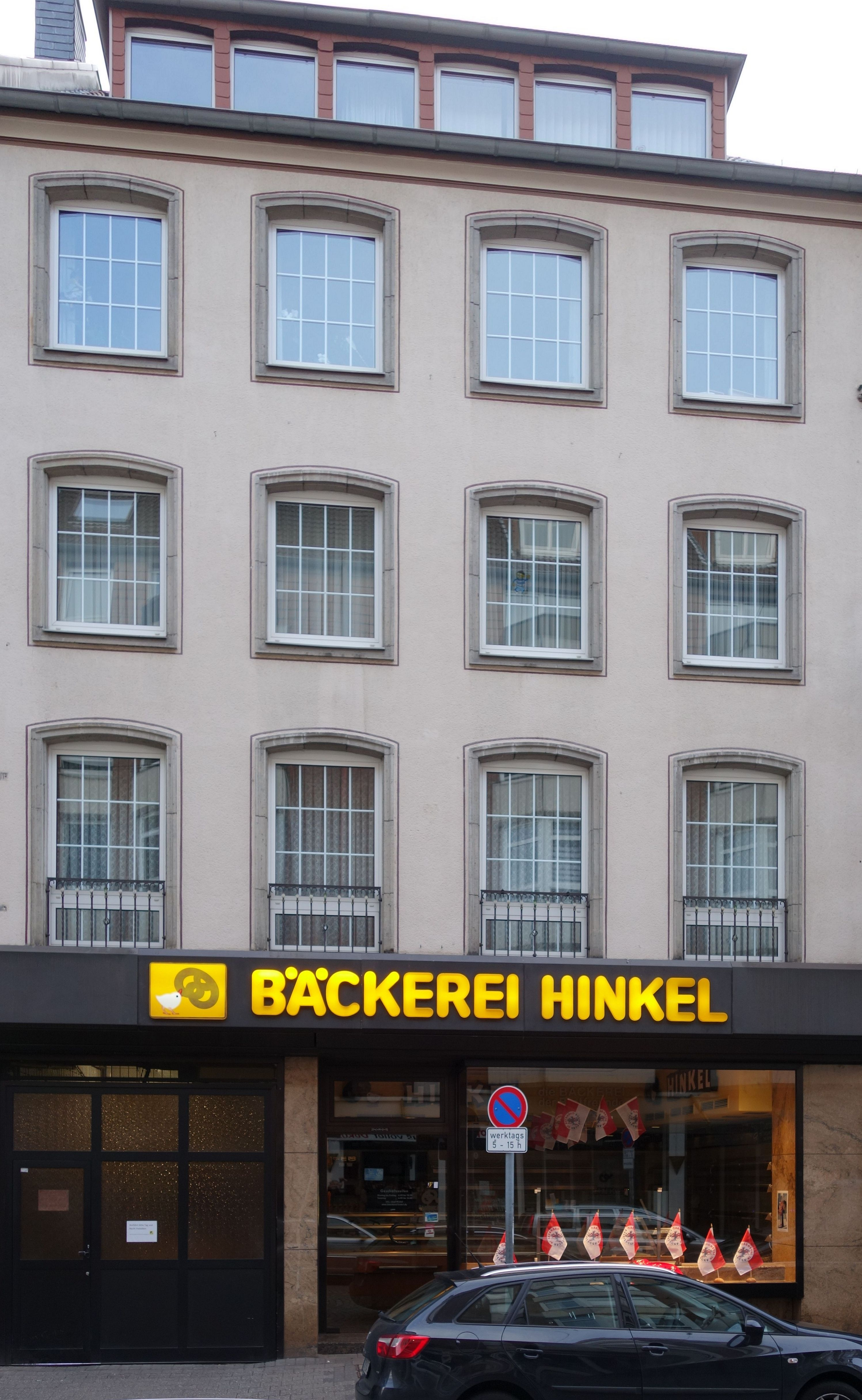

- Nr. 31: Hier befindet sich die Backstube und einer der beiden Verkaufsläden der seit 1892 in Düsseldorf ansässigen Familie Hinkel. Josef Hinkel, der Inhaber im Jahr 2015, nimmt eine wesentliche Rolle im Düsseldorfer Brauchtum ein. Der Obermeister der Düsseldorfer Bäckerinnung war in der Session 2008 Düsseldorfer Karnevalsprinz, sein Vater in der Karnevals-Session 1988 als Prinz Kajo I. Eine weitere Bäckerei Hinkel (am Burgplatz) gehörte bis 2018 einem anderen Mitglied der Familie.[17]

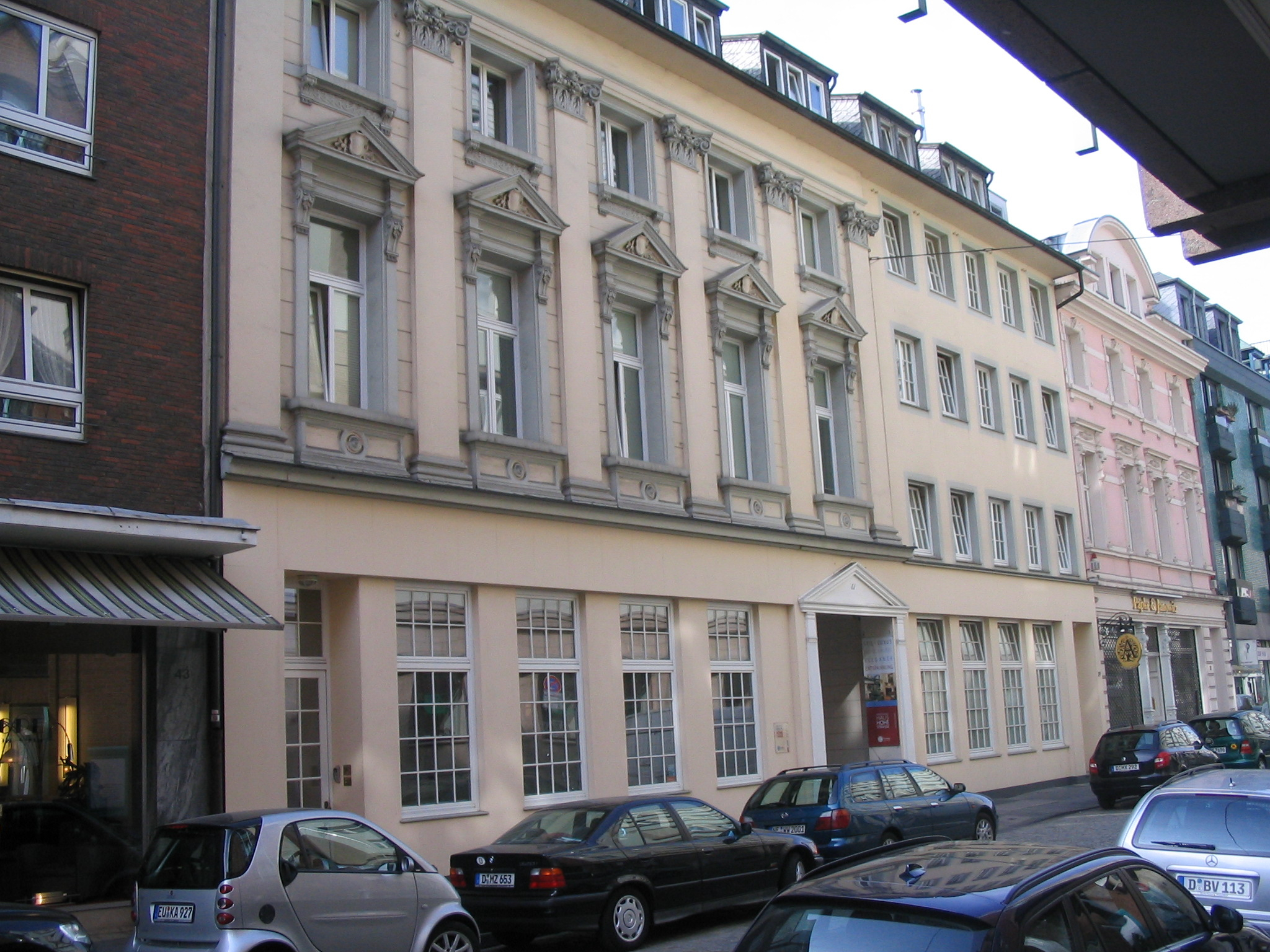
Haus Nummer 41
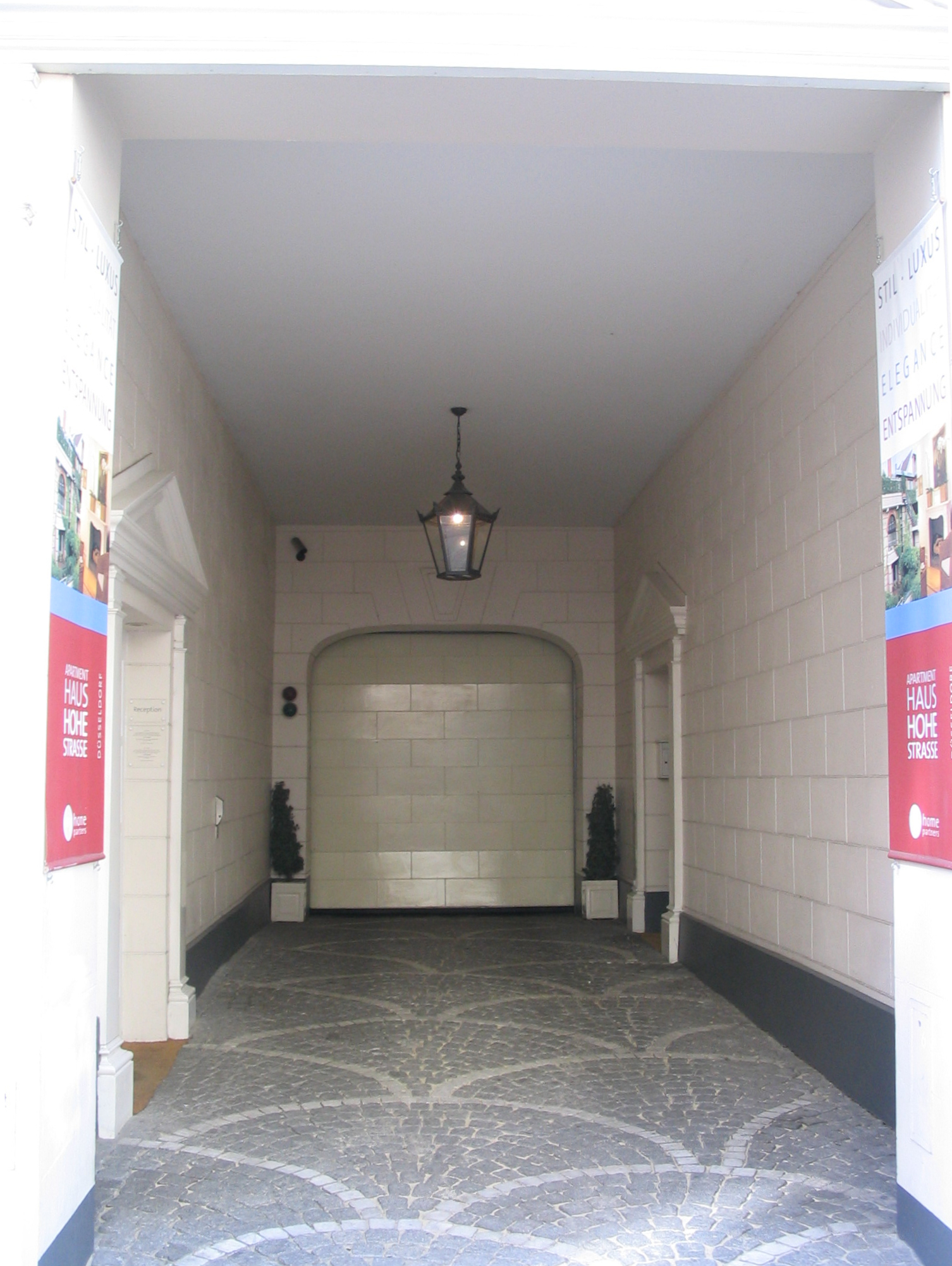

- Nr. 41: Das um 1861 erbaute Gebäude wurde am 1. Februar 1995 unter Denkmalschutz[18] gestellt. Das Gebäude zeichnet sich durch seine Außenarchitektur mit Gesimsen, Pilastern, Faschen, Verdachungen, Konsolen sowie Kapitellen aus: „Die Obergeschosse sind durch ein Gesims abgesetzt. Hierauf setzt eine zweigeschossige Pilastergliederung an. Die Wandflächen sind hier horizontal gegliedert. Alle Fenster haben gegliederte Faschen. Die höheren Fenster des 1. Obergeschosses werden durch Verdachungen über Konsolen betont. Ihre Brüstungen sind ornamentiert. Die Kapitelle der Pilaster stützen ein flaches Gebälk.“[19]

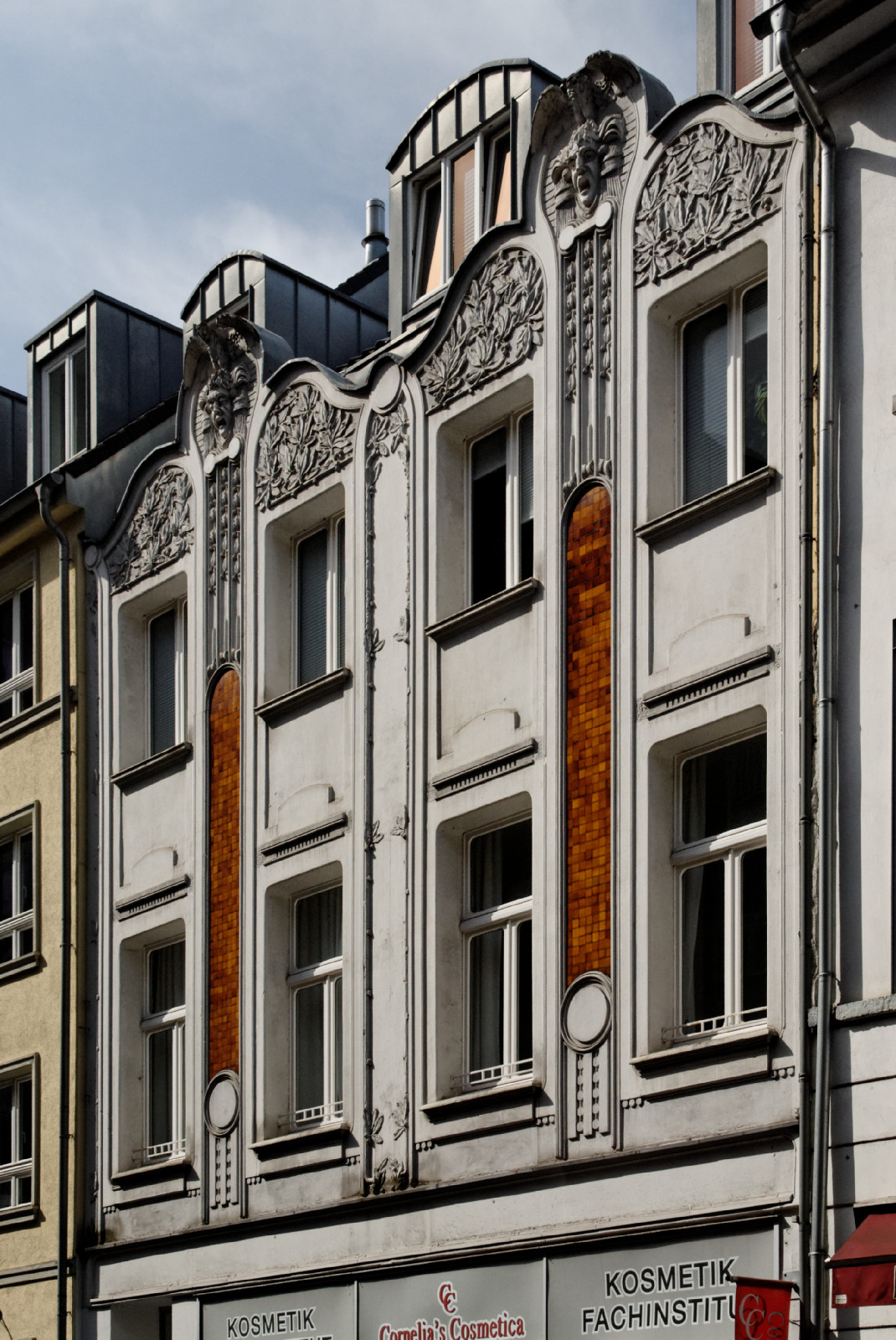
Haus Nummer 51 von Nordosten
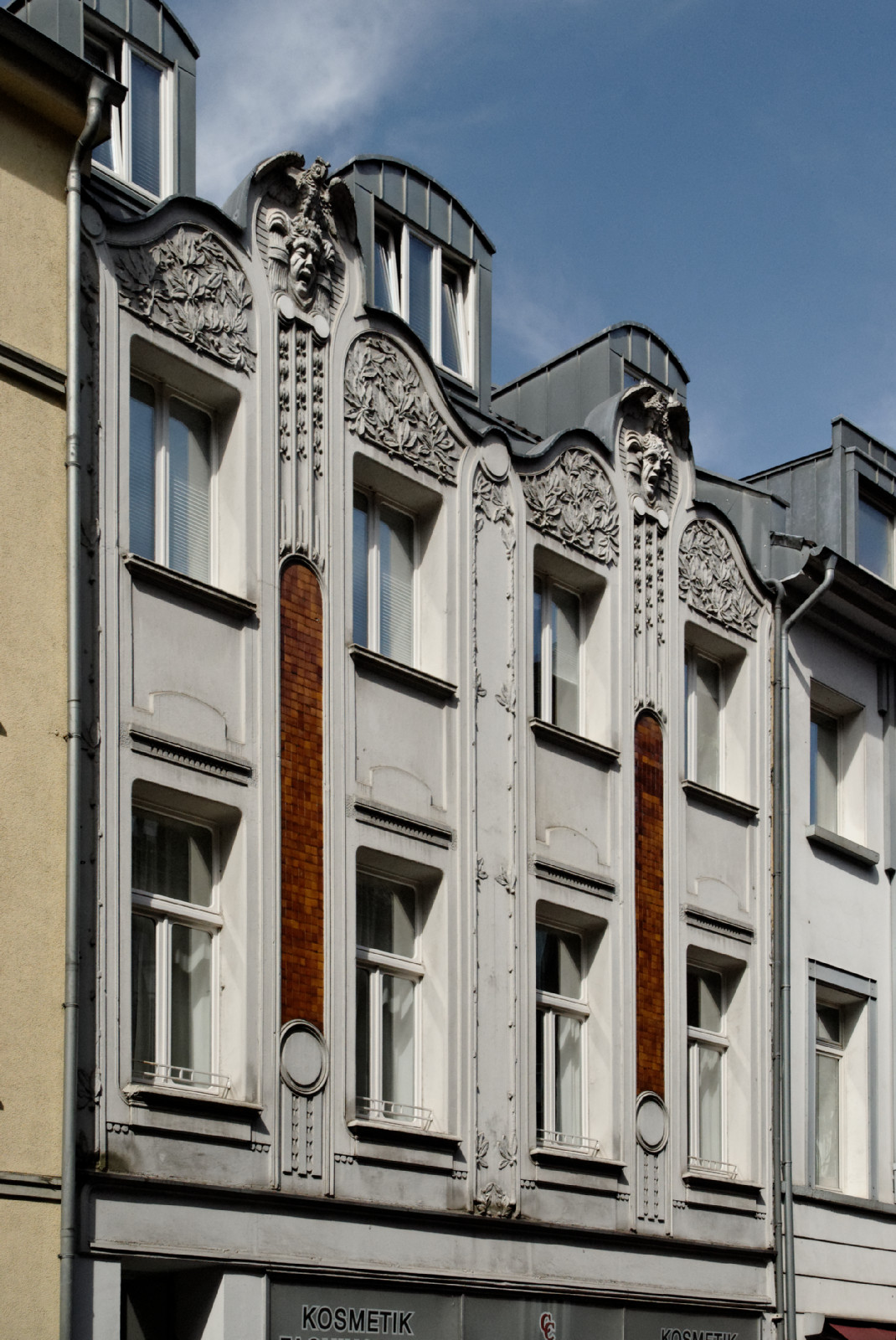
Von Südosten

- Nr. 51: Das Gebäude wurde am 5. April 1983 unter Denkmalschutz[20] gestellt. Das Anfang des 19. Jahrhunderts erbaute Gebäude zeichnet sich durch seine Jugendstilfassade aus. Die um 1900 nach Entwürfen von Fritz Niebel gestaltete Fassade zeigt Reliefs in Stuckdekor, z. B. Pflanzen, Masken und Eulen: „Die Fassade ist in vier Achsen gegliedert […] Die oberen Geschosse zeichnen sich durch eine betont vertikale Teilung aus. Pflanzliche Ornamente streben zur Traufe empor, die stark geschweift ausgebildet ist. Die Gliederung fasst die Fensterachsen paarweise zusammen. Die Mittelachse eines jeden Paares wird durch eine Fliesenverblendung und an der Traufe durch eine Eule, die auf einer Maske sitzt, betont.“[21]